# Emma (film, 1996)
Emma (anglicky Emma) je romantická komedie režiséra Douglase McGratha z roku 1996, natočená na motivy stejnojmenného románu anglické spisovatelky Jane Austenové.

## Obsazení
| Gwyneth Paltrow  | Emma Woodhouseová |
| Toni Collette    | Harriet Smithová  |
| Alan Cumming     | pan Elton         |
| Jeremy Northam   | pan Knightley     |
| Ewan McGregor    | Frank Churchill   |
| Greta Scacchi    | paní Westonová    |
| Juliet Stevenson | paní Churchillová |
| Polly Walker     | Jane Fairfaxová   |
| Sophie Thompson  | slečna Batesová   |
| Phyllida Law     | paní Batesová     |
| Juliet Stevenson | paní Churchillová |
| James Cosmo      | pan Weston        |

## Ocenění
Oscar
- Nejlepší původní hudba - Rachel Portman
- nominace Nejlepší návrh kostýmů - Ruth Myers

Zlatý satelit
- Nejlepší herečka v hlavní roli - Gwyneth Paltrow

Apex Scrolls
- Nejlepší adaptovaný scénář - Douglas McGrath
- Nejlepší výrobní design - Michael Howells
- Nejlepší kostýmy - Ruth Myers
- Nejlepší původní hudba - Rachel Portman
- Nejlepší Hairstyling

Fennecus Award
- Nejlepší Hairstyling